# Felix Annan
Felix Annan (Acra, 22 de noviembre de 1994) es un futbolista ghanés que juega en la demarcación de portero para el Carlton Town FC de la Northern Premier League.

## Selección nacional
Hizo su debut con la selección de fútbol de Ghana el 9 de junio de 2019 en un partido amistoso contra Namibia que finalizó con un resultado de 0-1 a favor del combinado namibio tras el gol de Manfred Starke.

## Clubes
| Club                        | País           | Año       | Partidos | Goles |
| --------------------------- | -------------- | --------- | -------- | ----- |
| Asante Kotoko SC            | Ghana          | 2011-2014 | 2        | 0     |
| Real Tamale United (cedido) | Ghana          | 2014      |          |       |
| WAFA (cedido)               | Ghana          | 2015      |          |       |
| Asante Kotoko SC            | Ghana          | 2015-2021 | 72       | 0     |
| Maryland Bobcats FC         | Estados Unidos | 2022      | 20       | 0     |
| Carlton Town FC             | Inglaterra     | 2023-     | 33       | 0     |